# LR Bus
Carrocerías Leopoldo Rivera LTDA. (más conocida por sus siglas LR o LR Bus) fue una empresa chilena dedicada a la fabricación y reparación de autobuses urbanos e interprovinciales. Su casa matriz está ubicada en Calle Desiderio Sanhueza 28 en la ciudad de Concepción. Se destacaba por ser la única empresa chilena fabricante de autobuses en ubicarse fuera de Santiago, luego de la desaparición de la recordada Automotora Guerrero de Valparaíso.

## Historia
La empresa nace en 1976 fundada por Leopoldo Rivera, quien en 1982 viaja a Europa para visitar la sede de Mercedes Benz en Alemania y luego va a Brasil y México hasta traer la primera partida de 6 chasis para empezar el carrozamiento de autobuses.
Ya en la década de 1990 se empieza a consolidar como la empresa de armado de autobuses para Concepción y la Región del Biobío.
Actualmente, estos modelos solo se comercializan en Concepción y en la Región del Biobío, pero también se han visto modelos antiguos de la empresa repartidos por todo el país, aunque alguna vez estos modelos pasaron por las líneas urbanas de Concepción, aun así en diciembre de 2015, la planta en Concepción cesó sus operaciones y trasladaron toda su maquinaria para su actual ubicación en la comuna de Hualqui, más que nada para producir unidades exclusivas para la línea Ruta Las Galaxias, pero aún con motivo comercial, pues las unidades dadas de bajas de Las Galaxias, se venderán a otras líneas.

## Modelos
- Los primeros modelos de LR, fueron en los chasis Mercedes Benz LO-608-D y LO-708-E que se fabricaron entre 1982 y 1990.
- Entre 1991 y 1993 se fabricaron modelos en el chasis LO-809, luego; entre 1993 y 1996 se empiezan a producir modelos en el chasis LO-812. Posteriormente entre 1997 y 1998 se fabricaron modelos en el chasis LO-814, y todos estos modelos se fabricaron con los clásicos frontales de los camiones 3/4 de Mercedes Benz.
- En 1999 el modelo de taxibus de LR, sufre un gran cambio, se comienzan a fabricar modelos en el chasis Mercedes Benz LO-914 y para ellos LR diseña un frontal similar al modelo de Furgón y Minibus Mercedes Benz Sprinter. Este modelo se fabrica hasta y es nombrado como Nuevo Milenio.
- En 2003 el modelo sufre otro gran cambio, renovando el frontal y la parte trasera, este modelo se fabricó en el chasis Mercedes Benz LO-915.
- En 2008 se renueva el frontal del modelo, con uno más agresivo y moderno, además que algunas versiones son con el chasis Mercedes Benz LO-915 con transmisión automática.
- En 2010 LR lanza un modelo más grande, distinto a un taxibus, en chasis Mercedes Benz OF-1218, con capacidad para 38 personas, aunque este también posee una cierta similitud con el modelo de Taxibus, aunque circuló solo en Taxibuses Las Galaxias, y actualmente se encuentra 2 unidades trabajando en la empresa en Buses El Conquistador y 2 en la nueva empresa Buses Trinidad.
- En  2012 LR Bus lanzó el modelo con chasis Atego de los camiones Mercedes Benz Atego,
- En  2013 LR lanzó su taxibus en Mercedes Benz LO-915 con su frontal renovado y detalles que la LR del 2008 no tenía.
- El 4 de octubre de 2013 LR lanzó el primer bus en el nuevo chasis Mercedes Benz LO-916 la primera unidad es la máquina 011 de la línea de buses N°12 Nueva Sotrapel y se fabricó hasta septiembre del año 2015 (fecha en la cual se cierra la fábrica).

## Galería
|                                 |
| LR 814 en el Mercado de Chillán |

|                                 |
| LR 809 en el Mercado de Chillán |